# Saíd Yalilí
Saíd Yalilí (en grafía persa: سعید جلیلی) (Mashhad, 6 de septiembre de 1965) es un político iraní que desempeñó entre 2007 y 2013 el cargo de secretario del Consejo Superior de Seguridad Nacional de Irán y dirigió las negociaciones de su país con las potencias opuestas al desarrollo del programa nuclear de Irán. Con anterioridad había sido viceministro para Asuntos de Centro y Norteamérica.
Considerado protegido de Mochtabá Jameneí —hijo del líder supremo de Irán Alí Jamenei—, Yalilí es una de las personalidades de referencia de la corriente neoprincipalista del espectro político iraní, surgida con Mahmud Ahmadineyad tanto frente al reformismo liberalizador como frente al conservadurismo tradicional en torno a la adhesión estricta a la jefatura clerical del estado y al apoyo del Ejército de Guardianes de la Revolución Islámica.

## Formación
Nacido en 1965 en la jorasaní ciudad de Mashhad, Yalilí pasó años de su formación académica entre los estudios y la lucha en la guerra Irán-Irak como basiyí («movilizado»). Completó su formación académica con un doctorado en Ciencias políticas por la Universidad Imam Sadeq de Teherán. Su tesis sobre la diplomacia de Mahoma, titulada «El paradigma de pensamiento político islámico del Sagrado Corán», se publicó en 1994 como La política exterior del Profeta (sawas).
Yalilí perdió en el frente la antepierna derecha, lo que le produce cojera en ocasiones.
Yalilí habla persa, inglés y árabe.

## Carrera política
Tras trabajar como docente en la universidad, en 1989 Yalilí comenzó a trabajar en el Ministerio de Asuntos Exteriores. En 2001 entró a desempeñar labores directivas en la planificación política de la oficina del Líder Supremo de Irán y, en 2005, fue designado como viceministro para Asuntos Europeos y Americanos y asesor del presidente Ahmadineyad. Dos años más tarde abandonó el puesto para hacerse cargo de la secretaría del Consejo Superior de Seguridad Nacional, asumiendo entre otras competencias la jefatura de las negociaciones de Irán en torno a su programa nuclear hasta su reemplazo en septiembre de 2013 por Alí Shamjaní como secretario del Consejo y por el ministro de Exteriores Mohammad Yavad Zarif como negociador nuclear.

### Críticas a su gestión como negociador nuclear
Según algunos analistas, «[el] estilo negociador inflexible [de Saíd Yalilí] está considerado como una de las razones principales por las que las conversaciones internacionales en torno al programa nuclear de Irán no han producido mejores resultados». Dichas críticas fueron retomadas en el tercer debate televisivo previo a la elección presidencial de Irán de 2013 por el candidato Alí Akbar Velayatí, consejero del líder supremo de Irán en política exterior durante dieciséis años, quien afirmó: «no se ha conseguido nada, las medidas de bloqueo se han incrementado constantemente y la gente ha sufrido una presión creciente... La diplomacia no consiste en declararse uno principalista e inflexible. La diplomacia no es mostrar violencia y dureza. La diplomacia es cooperación e intercambio. No es posible que ellos den todo lo que nosotros queremos sin que nosotros hagamos nada. La diplomacia no es emitir comunicados desde una tribuna».
Yalilí desmintió en el mismo debate electoral del 7 de junio los datos presentados por Velayatí y justificó su gestión por estar basada en «el puro islam mahometano» (اسلام ناب محمدی, eslam-e nab-e mohammadí) y en una reciprocidad medida en el intercambio, y criticó los resultados de la política de los gobiernos de Jatamí (1997-2003) y Rafsanyaní (1989-1997), en particular la ley D'Amato-Kennedy adoptada por el Congreso de los Estados Unidos en agosto de 1996 y el encasillamiento de Irán en el «Eje del mal» en enero de 2002 por el presidente de Estados Unidos George W. Bush, a pesar de la cooperación iraní en la invasión anglo-estadounidense de Afganistán en 2001.

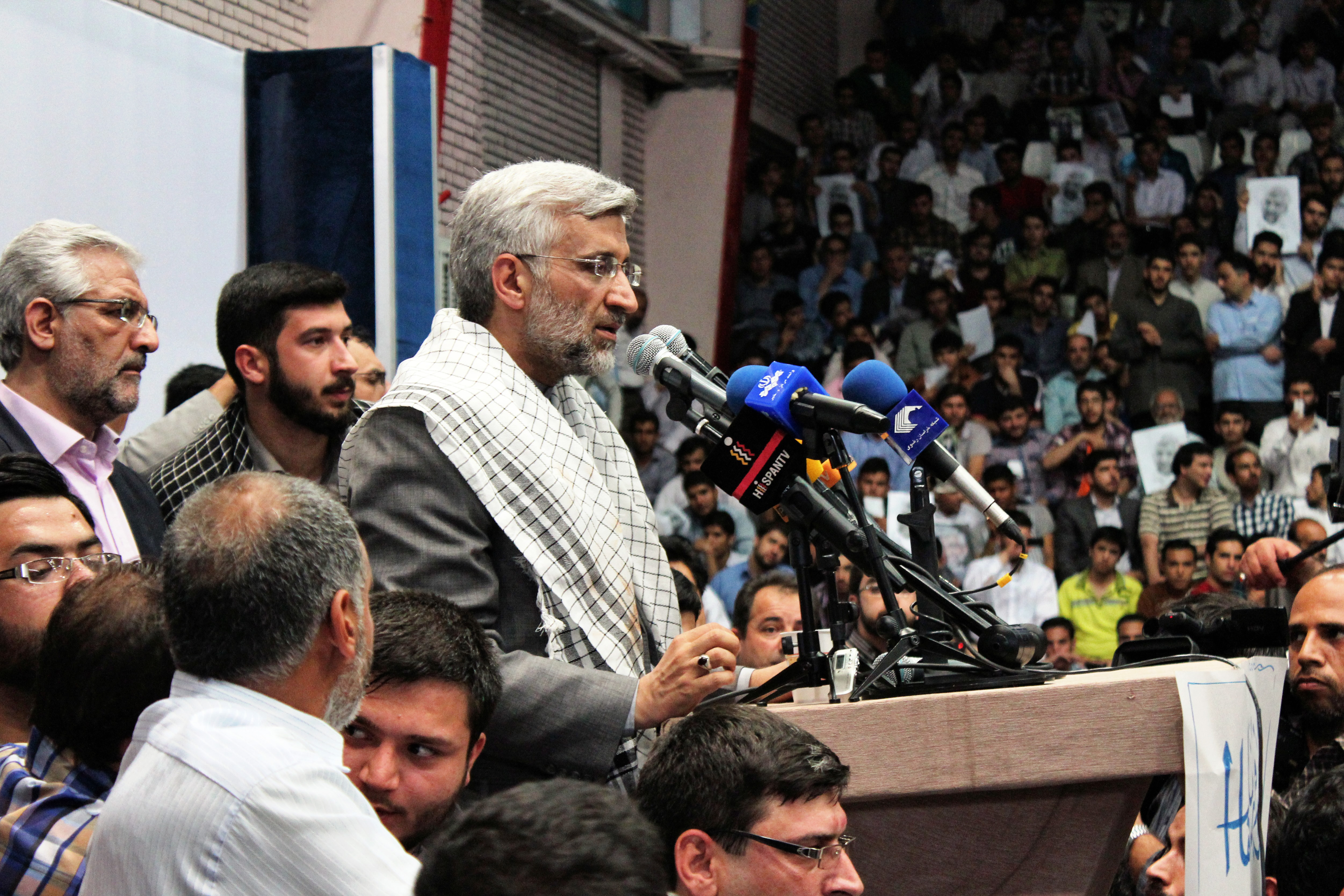
Yalilí en Mashhad durante la campaña electoral de 2013.

### Elección presidencial de Irán de 2013
Saíd Yalilí presentó su candidatura a la presidencia de Irán el 11 de mayo de 2013, siendo su director de campaña el diplomático Alí Baqerí. Con la eliminación de la candidatura de Kamrán Baqerí Lankaraní, Yalilí se convirtió en el candidato principal del conservador Frente por la Firmeza de la República Islámica (en persa, جبهه‌ پایداری جمهوری اسلامی, Yebhé-ye Paydarí-e Yomhurí-e Eslamí), con el apoyo del ayatolá Mesbah Yazdí —quien expresó el deseo de que Yalilí revivificase los valores islámicos en la sociedad iraní—. Yalilí obtuvo 4 168 946 votos, con lo que quedó en tercera posición tras el ganador Hasán Rouhaní y tras Mohammad Baqer Qalibaf.